# عمارة تعبيرية

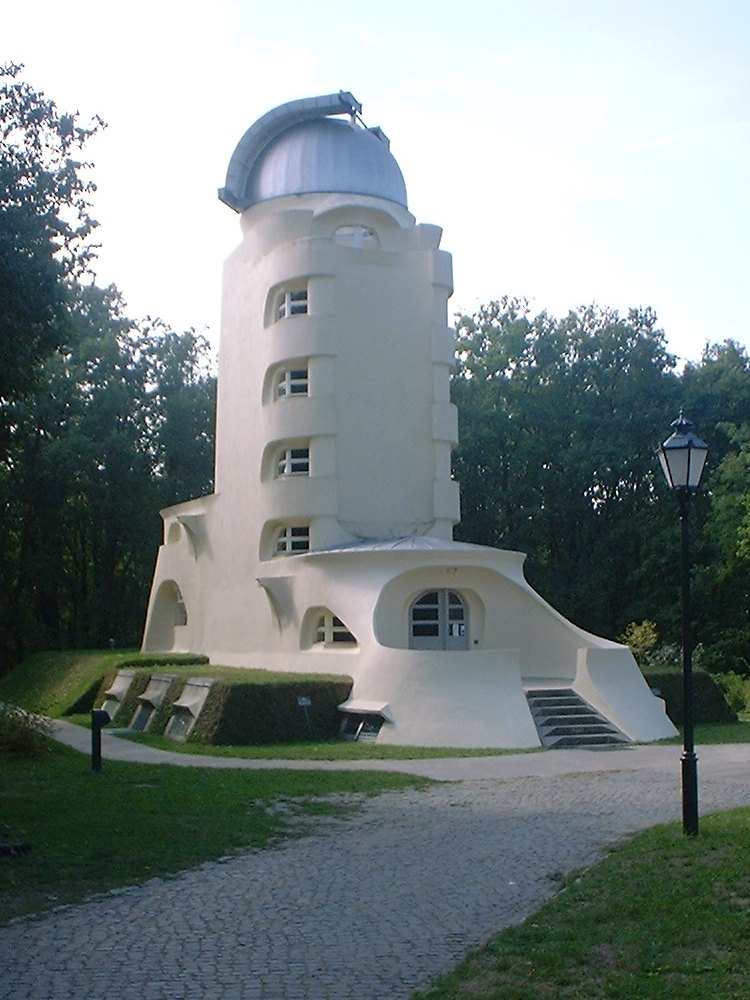
برج أينشتاين في بوتسدام، ألمانيا 1922، للمعمار إريك مندلسون.

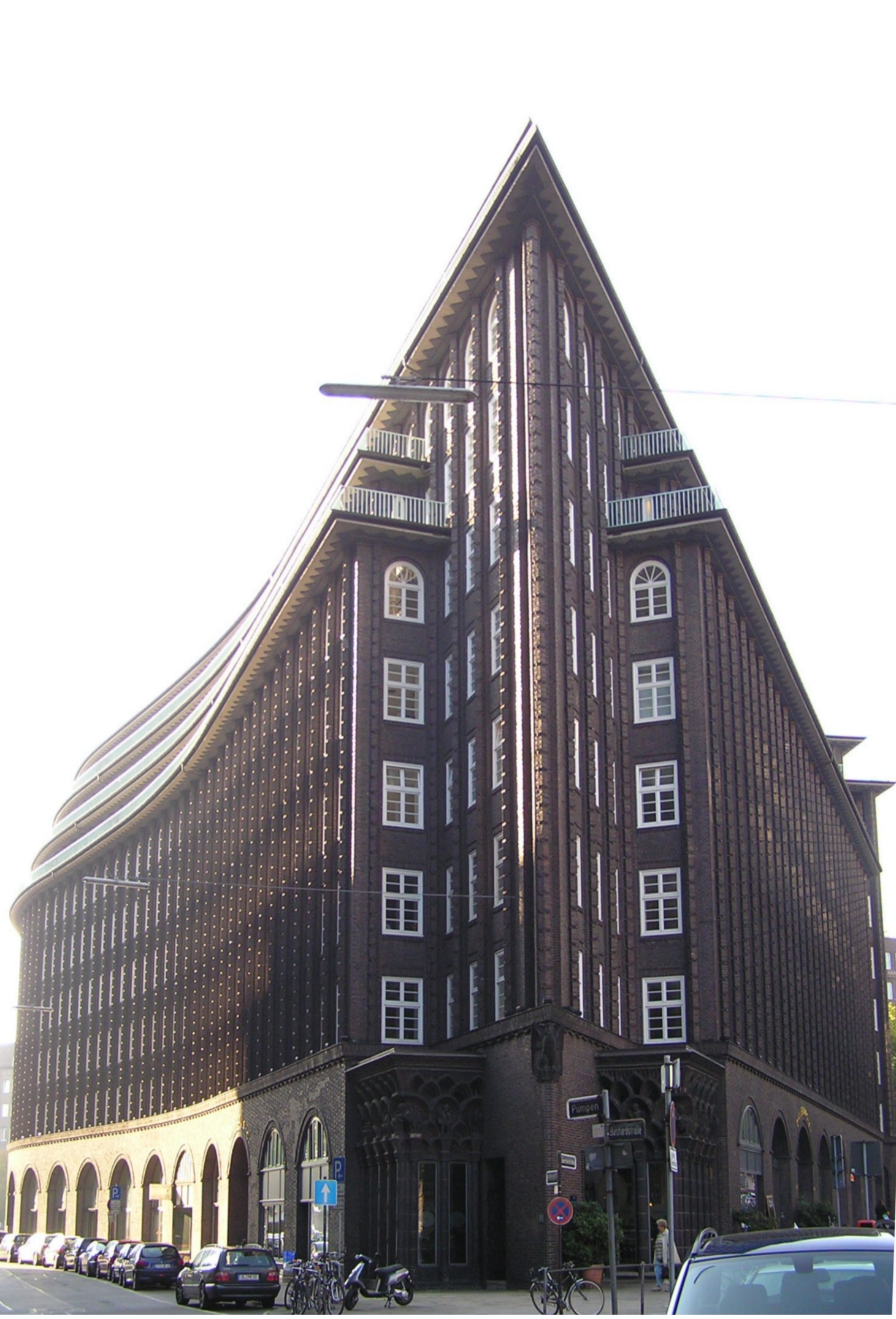
مبنى تشيلَهاوس في هامبورغ بألمانيا (1924) من تصميم المعماريّ فريتز هوغر.

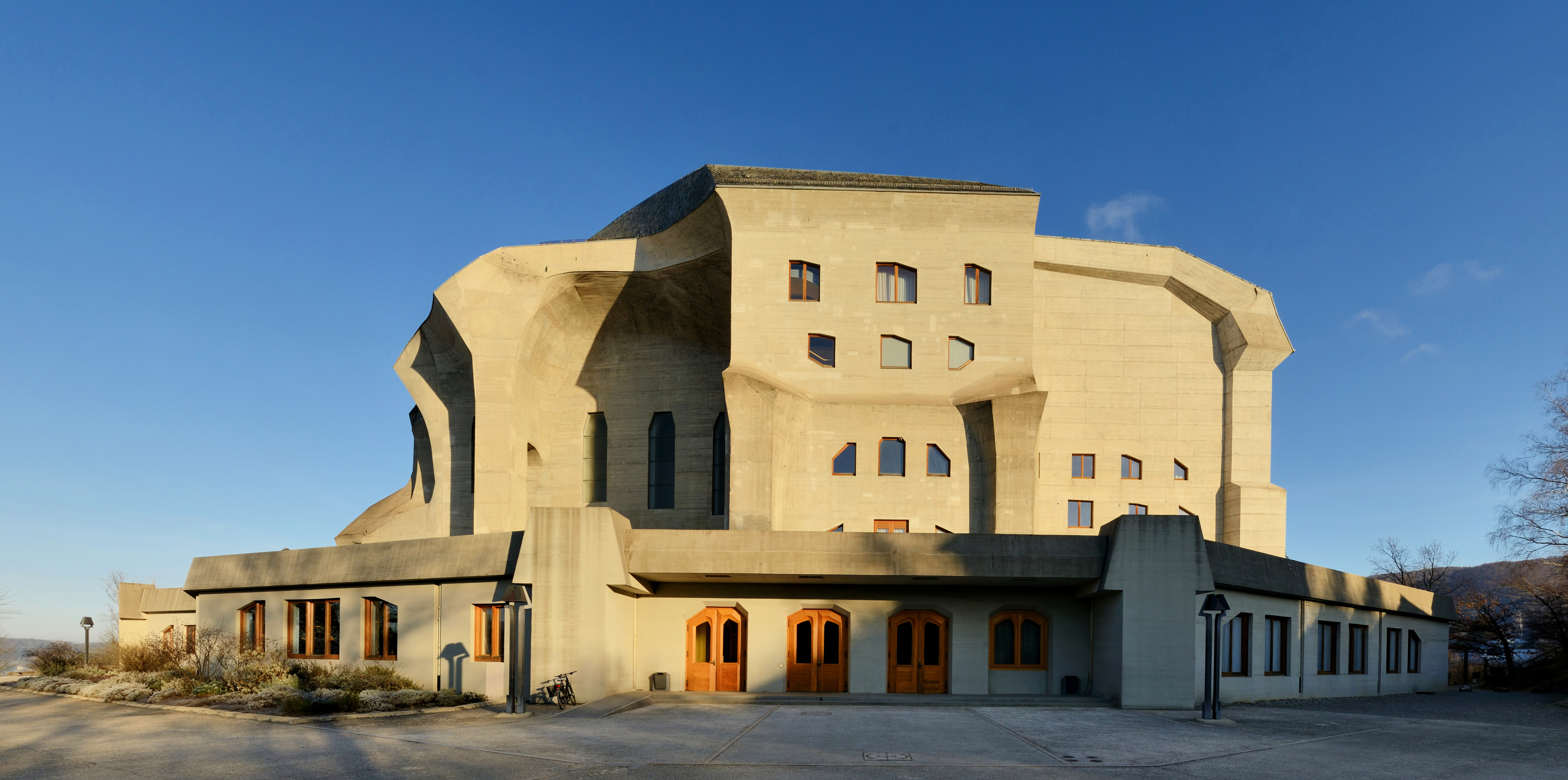
مبنى الغوتانيوم في دورنيش بالقرب من بازل في سويسرا من تصميم المعماريّ رودلف شتاينر (يعود تاريخ بناءه إلى الفترة من عام 1924 حتى عام 1928

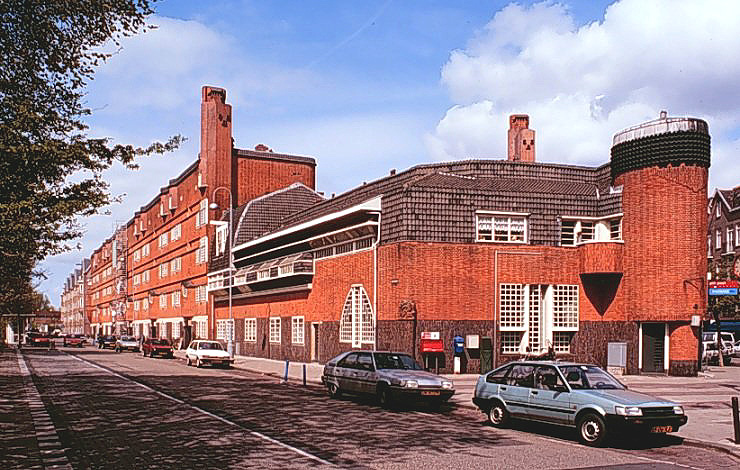
يعدّ مبنى إسكان "السفينة" للمعماريّ الهولنديّ ميشيل ديل كليرك مثال على العمارة التعبيرية (مدرسة أمستردام)

العمارة التعبيرية (بالإنجليزية: Expressionist architecture) حركة معمارية نشأت في أوروبا خلال العقود الأولى من القرن العشرين بالتوازي مع حركة الفنون التعبيرية البصرية والفنون المسرحية التي تطورت وهيمنت بشكل خاص في ألمانيا.. لقد وصف مصطلح «العمارة التعبيرية» في البداية نشاط طليعة الرواد الألمان والهولنديين والنمساويين والتشيكيين والدانمركيين في الفترة من 1910 حتى 1930 واتسعت لاحقا لتشمل بقية أوروبا. وقد ظهرت التعبيرية في العمارة بعد الحرب العالمية الأولى، حيث كان مصطلح التعبيرية قبل ذلك يستخدم لوصف أعمال الفنانين من الشعراء والموسيقيين والتشكيليين.
ولهذه المدرسة توجهان، الأول كريستالي، وهو توجه لامادي من خلال استخدام أشكال الكريستال، والآخر عضوي، يستخدم الخطوط المنحنية ذات الصفة البيولوجية.
التعبيرية بالطوب هي نوع خاص من هذه الحركة في غرب وشمال ألمانيا وفي هولندا (مدرسة أمستردام). العمارة التعبيرية هي واحدة من ثلاثة أنماط مهيمنة لعمارة الحداثة: النمط الدولي، والعمارة التعبيرية، والعمارة البنائية.

## في عشرينيات القرن العشرين
وَصف مصطلح «العمارة التعبيريّة» في البداية نشاط حركة الطليعة الألمانية والهولندية والنمساوية والتشيكية والدنماركية من عام 1910 حتى عام 1930. أعادت التعريفات اللاحقة المصطلح إلى الوراء إلى عام 1905 ووسعته أيضًا ليشمل بقية أوروبا. توسع المصطلح اليوم بشكل أكبر ليشير إلى العمارة في أي تاريخ أو موقع يعرض بعض صفات الحركة الأصلية مثل؛ تحريف أو تجزئة أو نقل مشاعر عنيفة أو مُوترة.
تميز الأسلوب بتبني حداثي مبكر لمواد غير مألوفة، والابتكار الشكلي، والتكتيل غير العادي، مستوحى في بعض الأحيان من أشكال بيولوجية طبيعية، وأحيانًا من الإمكانيات التقنية الجديدة المتوفرة من الإنتاج الضخم من الطوب والفولاذ وخاصة الزجاج. حارب العديد من المعماريين التعبيريين في الحرب العالمية الأولى، ونتج عن تجاربهم، إلى جانب الفوضى السياسية والاضطراب الاجتماعي الذي أعقب الثورة الألمانية عام 1919، نظرة يوتوبية وأجندة اشتراكية رومانسية. حدت الظروف الاقتصادية بشدة من عدد الأعمال المبنية بين 1914 ومنتصف عشرينيات القرن العشرين، مما أدى إلى بقاء العديد من أهم الأعمال التعبيرية كمشاريع على ورق، مثل عمارة جبال الألب لبرونو تاوت، وفورمسبيلس لهيرمان فينسترلين. كانت مباني المعارض المؤقتة كثيرة ومهمة للغاية خلال هذه الفترة. قدّمت السينوغرافيا في المسرح والأفلام منفذاً آخر للخيال التعبيري، ووفّرت دخلًا إضافيًا للمصممين الذين يحاولون تحدي الظروف في مناخ اقتصادي قاسٍ.

## خصائصها
كانت العمارة التعبيرية فردانية وتجنَّبت العقيدة الجمالية من نواح كثيرة، ولكن ما زال من المفيد تطوير بعض المعايير التي تعرّفها. على الرغم من احتوائها على تنوع وتمايز كبيران، يمكن العثور على العديد من الخواص المتكررة في أعمال العمارة التعبيرية، وتتواجد إلى حدٍ ما في جميع المشاريع.
1. تحريف الشكل لخلق تأثير عاطفي.[6]
2. تبعية الواقعية للتعبير الرمزي أو الأسلوبي للتجربة الداخلية.
3. جهد ضمني للوصول إلى الجديد، والأصلي، والخيالي.
4. وفرة الأعمال على الورق، والمجسمات الملموسة، ويكون اكتشاف وتمثيل الأفكار أكثر أهمية من المنتج النهائي البراغماتي.
5. غالبًا ما تكون الحلول هجينة، غير مختزلة في فكرة واحدة.[7]
6. مواضيع من الظواهر الرومانسية الطبيعية؛ مثل الكهوف، والجبال، والبرق، والتشكيلات البلورية والصخرية.[8] وهذه أكثر جمادية وأولية من الوردية والعضوية التي ميزت حركة الفن الجديد المعاصرة.
7. استخدام الإمكانات الإبداعية للحرفية اليدوية.
8. الميل نحو القوطية أكثر من العمارة الكلاسيكية. تميل العمارة التعبيرية أيضًا نحو العمارة الرومانسيكية والروكوكو أكثر من الكلاسيكية.
9. على الرغم من وجود الحركة في أوروبا، إلا أن التعبيرية شرقية كما هي غربية. وهي مستمدة بقدر كبير من الفن والعمارة المورية، والإسلامية، والمصرية القديمة، والهندية، كما هي من الرومانية أو الإغريقية.[9]
10. إدراك العمارة كعمل فني.[7]

## التعبيرية منذ الخمسينيات
رفض الناقد المعماري المؤثر والمؤرخ سيجفريد جيدون في كتابه الفضاء والزمن والعمارة (1941) العمارة التعبيرية بوصفها كمشهد جانبي خلال تطور الوظيفية. في منتصف القرن العشرين، في الخمسينيات والستينيات، بدأ العديد من المهندسين المعماريين التصميم بأسلوب يُذكّر بالعمارة التعبيريّة. في فترة ما بعد الحرب، كان لمجموعة متنوعة من معماريي التعبيرية والوحشية نهجًا صريحًا في استخدام المواد، إذ كان الاستخدام الطبيعي للخرسانة مشابهًا لاستخدام الطوب من قبل مدرسة أمستردام. أخذت تصاميم لو كوربوزييه منعطفًا للتعبيرية في مرحلته في الأسلوب الوحشي، وخاصة في كنيسة نوتر دام دي أو.

## معرض صور

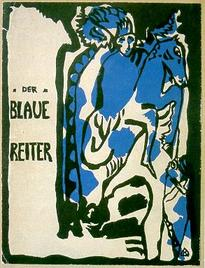
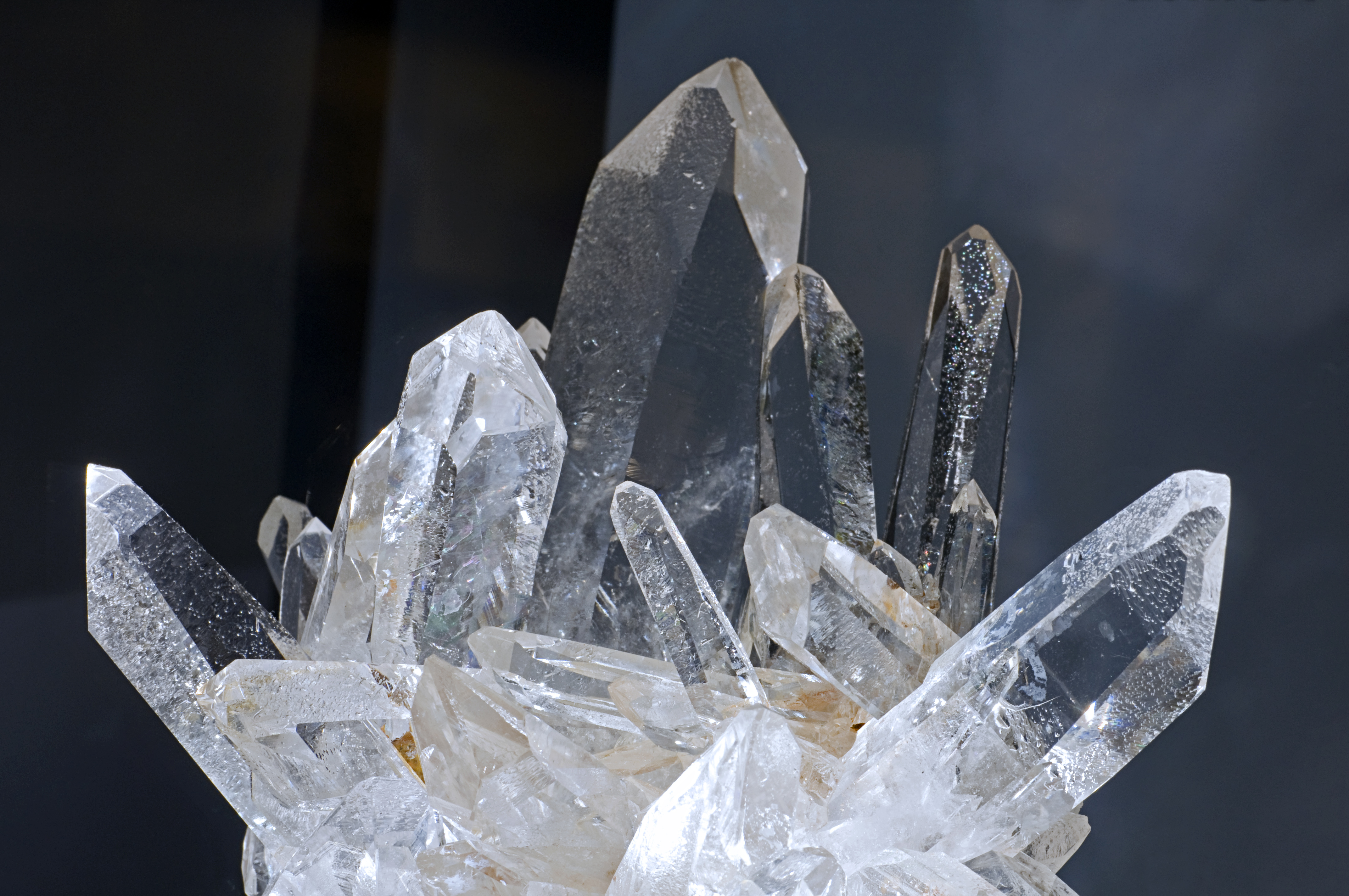
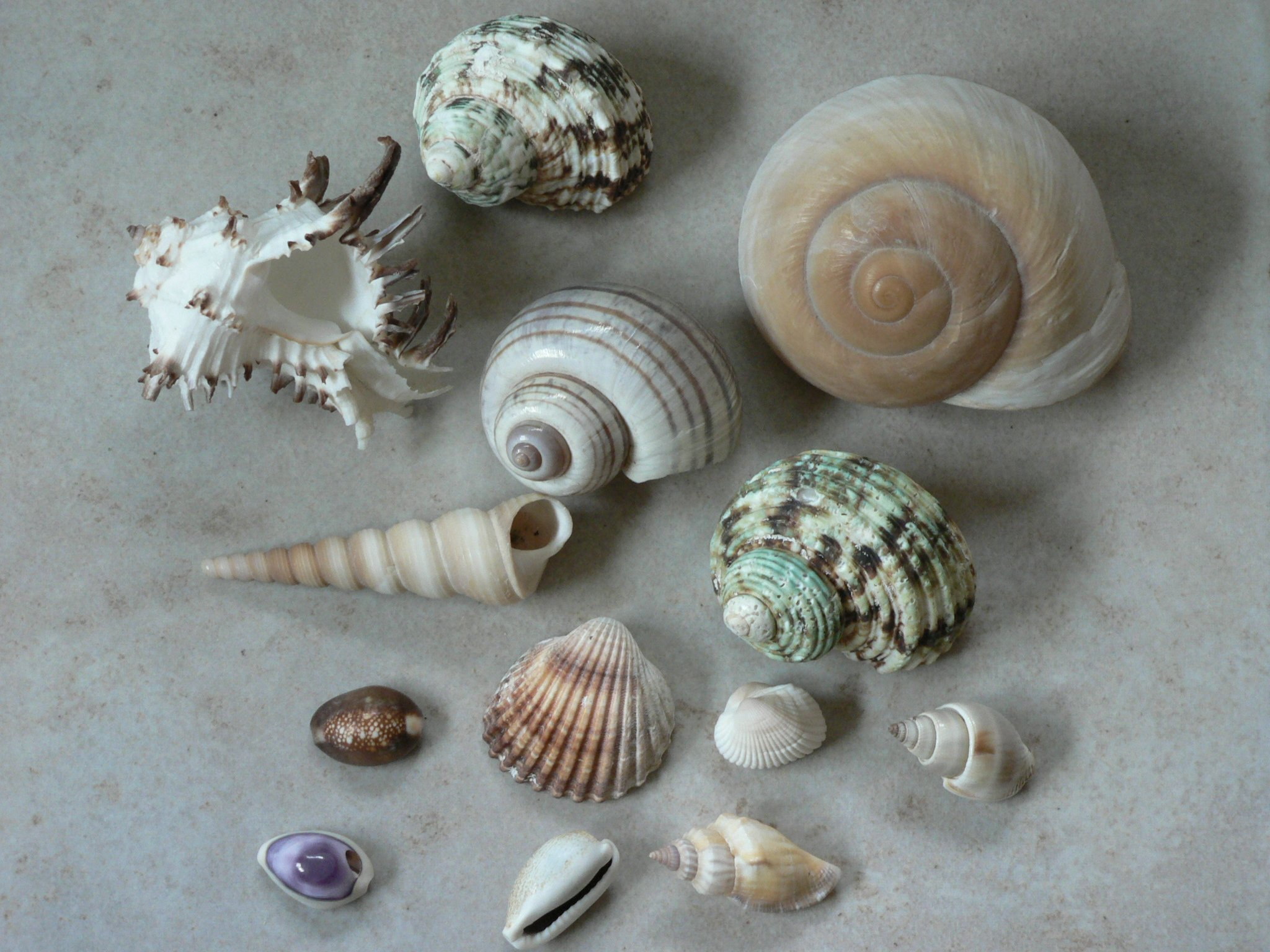

## رواد الحركة
- هانس بولزغ
- بيتر بيرنز
- فريتز هوغر
- إريك مندلسون
- هيغو هارينغ
- هانز شارون